# Шаитли (река)
Шаитли (Илян-хеви, первые 4 км от истока носят название Байдан) — река в России, протекает в Республике Дагестан.

## Географическое положение
Берёт начало из снежника расположенного на высоте 3560 м, на западном склоне горы Жекода-Кингтли (Богосский хребет), устье реки находится в 18 км по правому берегу реки Метлуда (Китлярта). Длина реки составляет 23 км, площадь водосборного бассейна — 151 км².

## Притоки
Имеет 19 значительных притоков, наиболее крупные из которых: Хилотликал (п), Уше (л), Херекал (п), Кера (л), без названия у села Гениятль (п), Цикотакал (п), Осетли (л), без названия в 1 км к западу от села Китури (л), без названия в 1,5 км к западу от села Китури (л), без названия в 2,2 км к западу от села Китури (л),

## Данные водного реестра
По данным государственного водного реестра России относится к Западно-Каспийскому бассейновому округу, водохозяйственный участок реки — Сулак от истока до Чиркейского гидроузла. Речной бассейн реки — Терек.
Код объекта в государственном водном реестре — 07030000112109300000421.